# Breg pri Golem Brdu
Breg pri Golem Brdu este o localitate din comuna Brda, Slovenia, cu o populație de 32 de locuitori.